# Орден святого Михайла

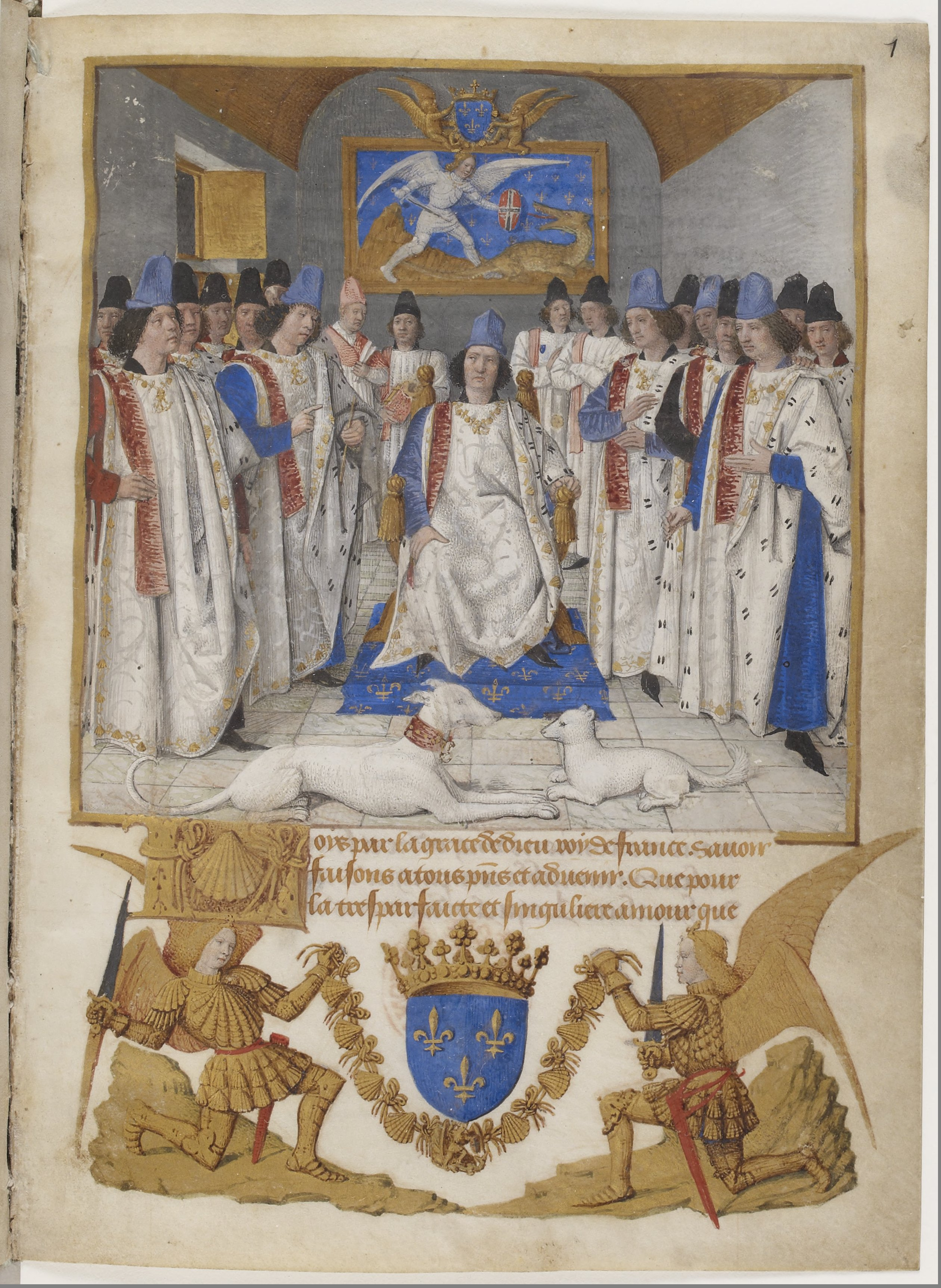
Титульна сторінка статуту ордену

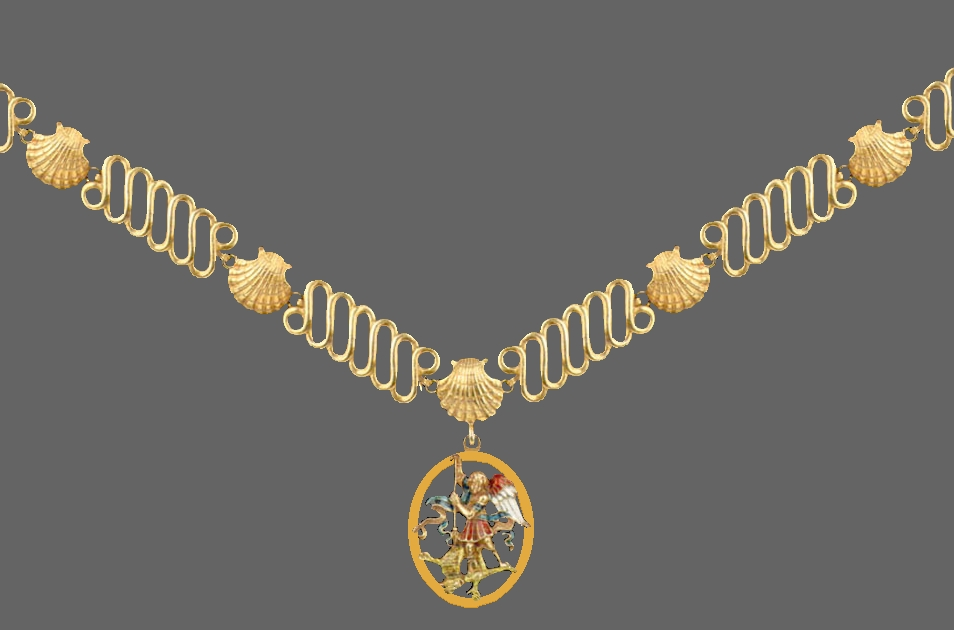
Ланцюг і знак Ордену Святого Михайла

Орден Святого Михайла (Ordre de Saint-Michel) — перший у Франції лицарський орден.
Заснований Людовиком XI в Амбуазькому замку в 1469 році у відповідь на створення його суперником бургундським герцогом Філіпом Добрим ордена Золотого руна. На ордені зображений архангел Михайло на скелі, символізуючий штаб-квартиру ордена — священну гору Мон-Сен-Мішель. Орденські устави прикрасив мініатюрами великий Жан Фуке.
Початково вважалось, що орден буде складатися з 31 лицаря, або кавалера. До кінця правління Валуа орден втратив тогочасну ексклюзивність, і число його кавалерів стало налічувати сотні. Щоб виправити положення, Генріх III оголосив найвищою нагородою королівства заснований орден Святого Духа.